# در مسیر برج دیده‌بانی
در مسیر برج دیده‌بانی (به انگلیسی: All Along the Watchtower) ترانه‌ای از خواننده-ترانه‌نویس آمریکایی باب دیلن است. این ترانه توسط بسیاری از خوانندگان دیگر هم بازخوانی شده است که معروف‌ترین نسخه آن متعلق به جیمی هندریکس است. جیمی هندریکس این ترانه را برای آلبوم بانوکده الکتریکی و توسط گروه جیمی هندریکس اکسپرینس ضبط کرد. نسخه هندریکس که شش ماه پس از نسخه دیلن منتشر شد، جز ۲۰ تک‌آهنگ برتر در سال ۱۹۶۸ شد و در فهرست ۵۰۰ ترانه برتر همه دوران‌ها که توسط رولینگ استون منتشر شده، در جایگاه ۴۷ قرار گرفت. 